# جوزيه سانتوس ريوس
جوزيه سانتوس ريوس (بالإنجليزية: Jose Santos Rios)‏ هو عسكري أمريكي، ولد في 19 ديسمبر 1939، وتوفي في 21 يناير 2018.